# Kärcher (společnost)
Alfred Kärcher GmbH & Co. KG ([kerchr]; lépe známá z kratšího označení a značky Kärcher) je celosvětově operující německý rodinný podnik s hlavním sídlem ve württemberském Winnenden, který vyrábí čisticí přístroje, jakož i kompletní čisticí systémy. Světová jednička na trhu pro čisticí techniku dosáhla v roce 2017 s 12 304 zaměstnanci obratu 2,5 miliard euro. Kärcher je se svými 100 společnostmi zastoupen v 60 zemích.

## Historie
Společnost byla založena roku 1935 Alfredem Kärcherem (1901–1959) ve Stuttgart-Bad Canstattu. V roce 1939 následovalo přestěhování do Winnendenu. Zpočátku se vyráběly elektrické pece např. k rozpouštění solí, pro kalení oceli nebo k tvrzení lehkých kovů. S vývojem DS 350, prvního evropského vysokotlakého čističe na horkou vodu v roce 1950, se posunulo těžiště na oblast profesionálních a domácích čisticích přístrojů. Od té doby má Kärcher rozhodující podíl na vývoji vysokotlakých čističů, což je doloženo 460 existujícími patenty (stav koncem roku 2012).[zdroj?] Výrobní sortiment se stále rozšiřoval a dnes pojímá celou oblast čištění (zametací stroje, čisticí prostředky, podlahové mycí stroje, vysavače pro mokré a suché vysávání, vysavače, koště s bateriovým pohonem, parní čistič, paprsky suchého ledu, čističe součástek, zařízení pro přípravu vody, mytí automobilů jakož i recyklování odpadní vody). Mimoto nabízí Kärcher čerpadla a zavodňovací systémy.
V roce 1974 došlo ke změně firemní barvy z modré na žlutou. Od tohoto roku se společnost koncentruje pod vedením Irene Kärcher, vdovy po Alfredu Kärcherovi, na výrobu vysokotlakých čističů. V roce 1984 se objevil model HD 555, první vysokotlaký čistič pro soukromou potřebu.
V oblasti ochrany proti chemickým, biologickým a atomovým zbraním je Kärcher celosvětově přítomen prostřednictvím dceřiné společnosti Kärcher Futuretech GmbH jako výrobce dekontaminačních přístrojů a dekontaminačních přípravků. Kromě toho jsou nabízena řešení v oblasti mobilní úpravy vody a plnění pitnou vodou, systémů polních táborů, ochranných oděvů, mobilního stravování a zachování materiálů.

### Rozšíření
Koncem roku 2011 koupila společnost sousedící pozemek bývalé cihelny Pfleiderer. Rozšířením se provozní plocha téměř zdvojnásobila. V září 2012 začaly stavební práce pro rozšíření spolu s demolicí staré cihelny.

## Další
V rámci svého kulturního sponzoringu podporoval Kärcher mnoho úklidových prací na světově významných stavebních dílech jako Space Needle v Seattlu (2008), prezidentské hlavy na Mount Rushmore Memoriálu (2005), Memnonovy kolosy v Luxoru (2003), den Kolonády na Svatopetrském náměstí v Římě (1998), Braniborská brána v Berlíně (1990) nebo socha Krista v Rio de Janeiru (1980). V roce 2011 bylo vyčištěno jeviště Loreley a N Seoul Tower.[zdroj?]
17. září 2009, v den 50. výročí smrti zakladatele firmy Alfreda Kärchera, bylo v bývalé tovární budově otevřeno muzeum.
Pojmy Kärcher a kärchrování již byly přeneseny do německé hovorové řeči. Kärcher se stal synonymem pro parní čisticí přístroje. Výraz nettoyer au Karcher, ekvivalent slovesa kärchrování, je dle údajů Le Petit Robert již od roku 1992 zakotven ve francouzském slovníku, ovšem tento termín se stal známým poté, co jej prvně použil tehdejší francouzský ministr vnitra Nicolas Sarkozy v souvislosti s celostátními nepokoji v roce 2005: „Kärchrování je výraz, který se vnutí, protože člověk to musí čistit“ (francouzsky „Le terme ‚nettoyer au karcher‘ est le terme qui s'impose, parce qu'il faut nettoyer cela.“); výrok byl vysoce kontroverzní.

## Kärcher v Česku
Na konci listopadu 2018 otevřela společnost v Modleticích své nové sídlo v Česku za 140 miliónů korun. Jeho součástí je i prodejní středisko, servisní zázemí, sklady a školicí zařízení.